# Soolking
Abderraouf Derradji (en árabe: عبد الرؤوف دراجي‎; El Hammamet, Argel, 10 de diciembre de 1989), más conocido por su nombre artístico Soolking o MC Sool, es un rapero, cantante y bailarín argelino activo en Francia.

## Biografía
Abderraouf Derradji nació en El Hammamet, un suburbio del norte de Argel, aunque creció en Staoueli. Su familia es de origen cabilio. Su padre era percusionista, inculcándole desde joven el interés por la música y el baile.
En 2008 se mudó a Francia para dedicarse de lleno a la danza, pero la falta de oportunidades motivó su regreso a Argelia, donde se unió a la agrupación de rap Africa Jungle. Ahí adoptó su primer nombre artístico, MC Sool, y participó en el lanzamiento de dos álbumes. En 2014 es descubierto por un productor marsellés y retorna a Francia, comenzando su carrera en solitario en 2016 de la mano del sello Affranchis Music, propiedad del rapero Sofiane.
Consiguió reconocimiento nacional con los sencillos «Milano», «Guérilla» y «Dalida», esta última como homenaje a la cantante franco-italiana Dalida y sampleando su éxito «Paroles, Paroles». Tanto «Guérilla» como «Dalida» fueron certificadas disco de diamante y platino por el Syndicat National de l'Édition Phonographique, respectivamente.
El 2 de noviembre de 2018, Soolking lanzó su primer álbum de estudio en solitario, titulado Fruit du démon, que fue certificado disco de oro en Francia. El 23 de agosto de 2019, durante su gira de promoción del álbum, Soolking realizó un concierto en el Stade 20 Août 1955 de Argel, acompañado por los artistas L'Algérino, Fianso, Alonzo y Dhurata Dora. Durante el ingreso al estadio cinco personas fallecieron a causa de una estampida humana.
El segundo álbum de Soolking, Vintage, fue publicado en 2020. Contó con varias colaboraciones de artistas destacados como Black M o Dadju, entre otros. Fue certificado disco de oro cinco meses después de su lanzamiento. Su tercer disco, Sans Visa, salió a la venta el 26 de mayo de 2022.

## Discografía
| Año  | Título         | Posiciones en las listas musicales | Posiciones en las listas musicales | Posiciones en las listas musicales | Posiciones en las listas musicales | Posiciones en las listas musicales | Certificaciones |
| Año  | Título         | FRA                                | BEL (Flan.)                        | BEL (Val.)                         | NED                                | SUI                                | Certificaciones |
| ---- | -------------- | ---------------------------------- | ---------------------------------- | ---------------------------------- | ---------------------------------- | ---------------------------------- | --------------- |
| 2018 | Fruit du démon | 5                                  | 70                                 | 7                                  | 57                                 | 32                                 | - SNEP: Platino |
| 2020 | Vintage        | 3                                  | 31                                 | 5                                  | 38                                 | 12                                 | - SNEP: Platino |
| 2022 | Sans visa      | 2                                  | 136                                | 9                                  | —                                  | 25                                 |                 |